# Europæiske selskab
Det europæiske selskab (latin: Societates Europaeae, forkortet SE) er et aktieselskab oprettet under EU's selskabsret. Selskabsformen blev indført med en EU-forordning, der trådte i kraft i 2004.

## Se endda
- Europæiska andelsselskab